# Дистрофия
Дистрофия (др.-греч. dystrophe, от dys… — приставка, означающая затруднение, нарушение, и trophe — питание) — сложный патологический процесс, в основе которого лежит нарушение клеточного метаболизма, ведущее к структурным изменениям. Дистрофия исходит от повреждения клеток и межклеточного вещества, в результате чего изменяется функция органа.
В основе дистрофии лежит нарушение трофики, то есть комплекса механизмов, обеспечивающих метаболизм и сохранность структуры клеток и тканей. Трофические механизмы делят на клеточные и внеклеточные; и те, и другие выполняют свою функцию. Внеклеточные механизмы включают в себя систему транспорта продуктов метаболизма (кровяное и лимфатическое микроциркуляторное русло), систему межклеточных структур мезенхимального происхождения и систему нейроэндокринной регуляции обмена веществ. При нарушении в любом звене механизмов трофики может возникнуть тот или иной вид дистрофии.

## Классификация

### По виду нарушения обменных процессов
- белковая (диспротеинозы);
- жировая (липидозы);
- углеводная;
- минеральная.

### По локализации проявлений
- клеточная (паренхиматозная);
- внеклеточная (стромально-сосудистая, мезенхимальная);
- смешанная.

### По распространённости
- системная (общая);
- местная.

### По этиологии
- приобретённая;
- врождённая:

Врождённые дистрофии — это всегда генетически обусловленные заболевания белков, или углеводов, или жиров. Здесь имеет место генетический недостаток того или иного фермента, который принимает участие в метаболизме белков, жиров или углеводов. Это приводит к тому, что в тканях накапливаются не до конца расщепленные продукты углеводного, белкового, жирового обмена. Это происходит в самых разных тканях, но всегда характеризуется поражением центральной нервной системы. Такие заболевания называют болезнями накопления. При некоторых видах болезней накопления больные погибают на протяжении первого года жизни. Чем больше дефицит фермента, и чем токсичнее накапливающийся промежуточный метаболит, тем быстрее развивается болезнь и раньше наступает смерть.

## Морфогенез
Различают 4 механизма, ведущих к развитию дистрофии:
- Инфильтрация — поступление с кровью веществ, свойственных данной клетке, но в гораздо больших количествах.
- Декомпозиция (фанероз) — распад клеточных ультраструктур, что приводит к накоплению в клетке избыточного количества белков или жиров.
- Извращённый синтез — это синтез в клетках или в тканях веществ, не встречающихся в них в норме.
- Трансформация — переход одного вещества в другое